# Eamont Bridge
Eamont Bridge är en by (village) i Cumbria i nordvästra England.